# Agostino Carracci
Agostino Carracci (født 16. august 1557 i Bologna, død 22. marts 1602 i Parma) var en italiensk maler og grafisk kunstner fra renæssancen.
Carracci var udlært som guldsmed men efter opfordringer fra sin onkel udskiftede han metallet med pensel og spatel og blev elev af blandt andet Prospero Fontana. Sammen med sin bror Annibale og fætteren Ludovico var han med til at grundlægge kunstskolen Accademia degli Incamminati, der med sin støtte til unge malere fik betydning for Bolognaskolen
Sammen med broderen Annibale rejste Agostino i 1580'erne til Parma og til Republikken Venezia. I 1597 fulgtes de ad til Rom, hvor Agostino assisterede sin bror i udførelse af malerier i Palazzo Farnese, men tre år senere flyttede Agostino tilbage til Parma. Ud over væg- og loftsmalerier malede Agostino Carracci en række malerier på lærred, ligesom har skabte en række kobberstik. Agostino Carraccis mest fremtrædende værk er Den hellige Hieronymus' sidste kommunion.
Agostino Carracci skabte endvidere en række kobberstik af mytologiske figurer i erotiske scener, f.eks. Achilleus som set i galleriet nedenfor. Det er dog omtvistet om kobberstikkene er skabt af Carracci eller af kunstneren Camillo Procaccini efter tegninger af Carracci.

## Galleri
- Den hellige Hieronymus' sidste kommunion (1591-92)
- Demokrit
- Jupiter og Juno
- Markus Antonius og Kleopatra
- Achilleus og Briseis
- Ovid og Corinna